# Miguel Soler Gracia
Miguel Soler Gracia (València, 1954) és un polític i professor d'educació secundària valencià, secretari autonòmic d'Educació de la Generalitat Valenciana entre 2015 i 2023 al Consell presidit pel socialista Ximo Puig.

## Biografia
Llicenciat en Ciències Exactes per la Universitat de València, comença a donar classe a la facultat de Matemàtiques de la mateixa universitat i poc després obté la plaça de professor d'educació secundària pel que ha exercit la docència a diversos centres educatius del País Valencià. L'any 1975 formava part de l'anomenat Grup Zero, un col·lectiu de docents en matemàtiques implicats en els moviments de renovació pedagògica del moment.
Miguel Soler s'integra a l'equip tècnic de la conselleria d'Educació als anys 80 però prompte donarà el salt al ministeri espanyol com a conseller tècnic i subdirector general a la Direcció General de Renovació Pedagògica del Ministeri d'Educació i Ciència, departament on també va ocupar la direcció del Centre de Desenvolupament Curricular. El 1996 passa a ocupar el lloc de cap del programa d'innovació i investigació de la Conselleria d'Educació, Cultura i Ciència de la Generalitat. Des de 2004 fins a l'any 2008 Miguel Soler va estar al capdavant de la direcció de l'Alta Inspecció Educativa de l'Estat al País Valencià. Aquest any és nomenat Director General de Formació Professional del Ministeri d'Educació comandat per la ministra Mercedes Cabrera.
En l'àmbit polític, Miguel Soler és militant del Partit Socialista del País Valencià (PSPV-PSOE) i ha estat membre de diverses executives nacionals del partit amb diversos secretaris generals, des de l'època de Joan Ignasi Pla. L'any 2023 va estar el responsable de la campanya electoral del candidat Ximo Puig a les eleccions a les Corts Valencianes de d'aquell any, en què el PSPV va perdre front a la coalició del Partit Popular (PP) i Vox.
Abans però, el 2015 Miguel Soler s'integrà en el govern de la Generalitat Valenciana presidit per Puig en coalició amb Compromís com a responsable de la Secretaria Autonòmica d'Educació a la Conselleria d'Educació i Cultura que va dirigir Vicent Marzà en la major part de les dues legislatures en que va romandre el govern, i amb Raquel Tamarit al final de la segona legislatura, ambdós consellers provinents dels socis de coalició al govern. El maig de 2023 el pacte no es va poder repetir donada la victòria electoral del PP.